# Пульезе Каррателли, Джованни
Джова́нни Пулье́зе Каррате́лли (итал. Giovanni Pugliese Carratelli; 16 апреля 1911 года, Неаполь — 12 февраля 2010 года, Рим) — итальянский историк и археолог, специалист по древней истории Греции и Рима, исследователь минойской цивилизации, этрусков, истории письменности. Профессор, академик.

## Биография
Преподавал историю Греции и Рима в Пизанском университете (1950-1954), историю древней Азии (1954-1959) и греко-римскую историю во Флорентийском университете (1959-1964) и, наконец, историю греческой историографии в Высшей нормальной школе в Пизе (Scuola Normale superiore di Pisa) с 1974 года.
Один из основателей в 1975 году и научный директор Итальянского института философских исследований (Неаполь).
Считал, что изучение древней истории не должно ограничиваться антиковедением, указывал обязательным помнить, что греко-римская цивилизация развивалась в непрерывном контакте и в постоянных обменах с великими культурами Ближнего Востока; что древневосточные цивилизации послужили стимулом для творческого начала в греческом и римском мире.
В память Пульезе-Каррателли ежегодно издаётся посвящённый его памяти сборник статей-исследований на тему античной лингвистики 'La parola del passato' (Слово прошлого).

## Избранные произведения
- Le iscrizioni preelleniche di Haghia Triada in Creta e della grecia peninsulare. Contributo alla storia della civilta greca, in Monumenti antichi pubblicati dall’Accademia d’Italia, XL, 4, Milano, 1945, pp.426-610;
- Porfirio. Vita di Plotino ed ordine dei suoi scritti. Napoli, 1946;
- Tabulae Herculanenses I—VI, ne La Parola del passato, 1946-61;
- Imperator Caesar Augustus. Index rerum a se gestarum, Napoli, 1947;
- Tituli Camirenses (in coll. con M. Segre), in Annuario Sc. Arch. Ital. Atene, 1949-50, pp. 141—318;
- Supplemento epigrafico rodio, ivi, pp.246-316;
- Sillogi delle epigrafi acrensi, in Akrai (in coll. con L. Bernabт Brea e C. Laviosa), Catania, 1956;
- Gli editti di Asoka, Firenze, 1960;
- Storia greca, Milano, 1967;
- Scritti sul mondo antico, Napoli, 1976.